# Mount Pleasant (South Carolina)
Mount Pleasant ist eine Stadt im Charleston County im US-Bundesstaat South Carolina, nördlich von Charleston, von der sie durch den Cooper River getrennt ist. Das U.S. Census Bureau hat bei der Volkszählung 2020 eine Einwohnerzahl von 90.801 ermittelt.

## Geographie
Vom Stadtgebiet von 128,3 km² sind 108,5 km² Land und 19,8 km² (15,44 %) Wasser.

## Demographie
Gemäß der US-Volkszählung 2010 lebten in Mount Pleasant 67.843 Menschen in 19.025 Haushalten. Die Bevölkerungsdichte lag bei 625,3 Einwohner je km². 90,17 % der Bewohner waren Weiße, 7,25 % Afroamerikaner, 0,17 % Indianer, 1,18 % Asiaten, 0,02 % Hawaiianer, 0,39 % gehörten einer anderen Rasse an und 0,82 % gaben 2 oder mehr Rassen an. Latinos stellten 1,33 % der Bevölkerung.
Im Jahr 2020 schätzte das U.S. Census Bureau die Bevölkerungszahl auf 83.700 Menschen. Das durchschnittliche Haushaltseinkommen beträgt demnach 97.200 US-Dollar.

## Söhne und Töchter der Stadt
- Shelby Rogers (* 1992), Tennisspielerin
- Melanie Thornton (1967–2001), die Pop-, R&B- und Dance-Sängerin Melanie Thornton wuchs in Mount Pleasant auf. Sie starb auf dem Rückflug von einem Konzert in Leipzig, beim Flugzeugabsturz des Crossair-Fluges 3597 am 24. November 2001 in der Schweiz. Beigesetzt wurde sie im Mount Pleasant Memorial Garden.